# Damien Givelet
Damien Givelet, né le 28 avril 1963 est un journaliste français de télévision.
Il travaille sur la chaîne d'information en continu LCI entre 1994 et 2024.
De 2006 à 2013, il coanime LCI est @ Vous -toute l'actu vue du web-.
En septembre 2015, il présente le 5 à 7 de 17H à 19H sur LCI.
À partir de septembre 2016, il coprésente LCI Soir Week-end.
Il est aux commandes du 10/12h week-end sur LCI, entre 2021 et 2023.
Après 29 ans de présence à l'antenne, Damien Givelet quitte la chaîne LCI en août 2023, pour mieux revenir, en décembre 2023.

## Biographie
Damien Givelet commence sa carrière en faisant de la radio libre à Dinard en Bretagne.
Après avoir travaillé comme reporter sur les radios locales de France Bleu puis sur France Info (où il présente les journaux du soir).
Damien Givelet passe quatre années au sein de Canal+.
Il rejoint la chaîne d'information en continu LCI dès la création de la chaîne d'information en continu en 1994, en tant que présentateur des journaux du soir.
De septembre 2006 à septembre 2013, il présente chaque soir LCI est @ Vous, un journal construit à partir d'informations dénichées uniquement sur internet. Damien Givelet continue à présenter parallèlement les journaux du soir avec Katherine Cooley depuis 2013 (LCI Soir).
De janvier à juin 2015, il coprésente la matinale du week-end de LCI avec Aurélie Casse.
De septembre 2015 à juin 2016, il coprésente le 5 à 7 de 17H à 19H sur LCI avec Magali Lunel (16H à 18H à partir de janvier 2016).
De septembre 2016 à septembre 2019, il coprésente les journaux et LCI Soir Week-end du vendredi au dimanche de 18H à 0H avec Julie Hammett.
De septembre 2019 à septembre 2021, il présente LCI Soir le vendredi, samedi et dimanche de 21h à 0h, et remplace très fréquemment Julien Arnaud à la présentation du Grand Soir en semaine de 21h30 à minuit. Cependant, la rentrée de septembre 2021 coïncide avec son arrivée dans une nouvelle tranche, chaque weekend de 10h à 12h.

## Filmographie
Damien Givelet a joué son propre rôle de journaliste de télévision dans les films suivants :
- 1999 : Monsieur Naphtali d'Olivier Schatzky[6]
- 2003 : Feux rouges[7] de Cédric Kahn
- 2006 : Pars vite et reviens tard[8] de Régis Wargnier